# نطاق الانسياب

نطاق الانسياب أو غلاف الانسياب أو الغلاف اللدن أو الغلاف المائع أو الغلاف المَوْرِي[بحاجة لمصدر] أو المتكور الموري[بحاجة لمصدر] (بالإنجليزية: Asthenosphere) هي منطقة من الأرض ما بين 100 إلى 200 كم تحت سطح الأرض، ولكنها من الممكن أن تمتد إلى أكثر من عمق 400 كم، وهي تعتبر الطبقة الأضعف في وشاح الأرض.

## أصل التسمية
البادئة Astheno- أصلها من اليونانية القديمة ἀσθενός التي تعني "بلا قوة".